# لويس باردو
لويس باردو (بالإسبانية: Luis Pardo Villalón)‏ هو ربان السفينة ودبلوماسي تشيلي، ولد في 20 سبتمبر 1882 في سانتياغو في تشيلي، وتوفي بنفس المكان في 21 فبراير 1935.